# Luis Fuentes (meksykański piłkarz)
Luis Fernando Fuentes Vargas (ur. 14 września 1986 w Chetumal) – meksykański piłkarz występujący na pozycji lewego obrońcy, reprezentant Meksyku.

## Kariera klubowa
Fuentes jako nastolatek występował w klubach z niższych lig – czwartoligowym Tigrillos de Chetumal oraz trzecioligowych Inter Playa del Carmen oraz Altamira FC, skąd przeniósł się do akademii juniorskiej klubu Pumas UNAM z siedzibą w stołecznym mieście Meksyk. Do pierwszej drużyny został włączony w wieku dwudziestu dwóch lat przez szkoleniowca Ricardo Ferrettiego, pierwszy mecz rozgrywając w niej we wrześniu 2008 z salwadorskim Luis Ángel Firpo (3:0) w ramach rozgrywek Ligi Mistrzów CONCACAF. W meksykańskiej Primera División zadebiutował jednak dopiero 7 marca 2009 w wygranym 2:0 spotkaniu z San Luis. Już w swoim premierowym, wiosennym Clausura 2009, zdobył z Pumas tytuł mistrza Meksyku, lecz pozostawał wówczas wyłącznie rezerwowym ekipy i częściej pojawiał się na boiskach w barwach drugoligowych rezerw – Pumas Morelos.
Pierwszego gola w najwyższej klasie rozgrywkowej Fuentes strzelił 25 lipca 2010 w wygranej 2:1 konfrontacji z Tolucą, zaś pewne miejsce w wyjściowym składzie wywalczył sobie dopiero podczas wiosennego sezonu Clausura 2011, kiedy to zdobył ze swoją ekipą drugie mistrzostwo Meksyku. W jesiennym sezonie Apertura 2015 zanotował z Pumas tytuł wicemistrza kraju, będąc czołowym obrońcą ligi meksykańskiej. Kilka miesięcy później został mianowany przez trenera Francisco Palencię nowym kapitanem ekipy.

## Kariera reprezentacyjna
W seniorskiej reprezentacji Meksyku Fuentes zadebiutował za kadencji kolumbijskiego selekcjonera Juana Carlosa Osorio, 13 listopada 2015 w wygranym 3:0 meczu z Salwadorem w ramach eliminacji do Mistrzostw Świata 2018.

## Statystyki kariery

### Klubowe
| Prepa Pumas   | 2007–2008 | Meksyk | Segunda División | 4   | 1  | —  | — | —             | —  | — | 4   | 1  |
| Pumas Morelos | 2007–2008 | Meksyk | Ascenso MX       | 13  | 1  | —  | — | —             | —  | — | 13  | 1  |
| Pumas Morelos | 2008–2009 | Meksyk | Ascenso MX       | 28  | 3  | —  | — | —             | —  | — | 28  | 3  |
| Pumas Morelos | 2009–2010 | Meksyk | Ascenso MX       | 1   | 0  | —  | — | —             | —  | — | 1   | 0  |
| Pumas Morelos | 2010–2011 | Meksyk | Ascenso MX       | 1   | 0  | —  | — | —             | —  | — | 1   | 0  |
| UNAM          | 2008–2009 | Meksyk | Liga MX          | 1   | 0  | —  | — | LMC           | 6  | 0 | 7   | 0  |
| UNAM          | 2009–2010 | Meksyk | Liga MX          | 22  | 0  | —  | — | LMC           | 10 | 1 | 32  | 1  |
| UNAM          | 2010–2011 | Meksyk | Liga MX          | 28  | 2  | —  | — | SL            | 3  | 0 | 31  | 2  |
| UNAM          | 2011–2012 | Meksyk | Liga MX          | 32  | 2  | —  | — | LMC           | 6  | 0 | 38  | 2  |
| UNAM          | 2012–2013 | Meksyk | Liga MX          | 33  | 1  | 4  | 0 | —             | —  | — | 37  | 1  |
| UNAM          | 2013–2014 | Meksyk | Liga MX          | 31  | 0  | 7  | 1 | —             | —  | — | 38  | 1  |
| UNAM          | 2014–2015 | Meksyk | Liga MX          | 36  | 0  | 3  | 0 | —             | —  | — | 39  | 0  |
| UNAM          | 2015–2016 | Meksyk | Liga MX          | 38  | 0  | —  | — | CL            | 8  | 0 | 46  | 0  |
| UNAM          | 2016–2017 | Meksyk | Liga MX          | 0   | 0  | —  | — | —             | —  | — | 0   | 0  |
| Ogółem        | Ogółem    | Ogółem | Ogółem           | 268 | 10 | 14 | 1 | LMC + SL + CL | 33 | 1 | 315 | 12 |

- LMC – Liga Mistrzów CONCACAF
- SL – SuperLiga
- CL – Copa Libertadores

### Reprezentacyjne
| Meksyk | Meksyk | 2015   | — | — | 1 | 0 | — | — | — | 1 | 0 |
| Ogółem | Ogółem | Ogółem | — | — | 1 | 0 | — | — | — | 1 | 0 |